# 5-25-77
5-25-77 és una pel·lícula sobre la majoria d'edat escrita i dirigida per Patrick Read Johnson i produïda per Fred Roos i Gary Kurtz. És protagonitzada per John Francis Daley en el paper d'un cineasta adolescent que viu a Wadsworth, Illinois, i la seva emoció per l'estrena de Star Wars el 25 de maig del 1977. Johnson va començar a finançar el projecte el 2001 i el rodatge va tenir lloc entre 2004 i 2006. El 2015 i 2016 es van rodar escenes addicionals, per la qual cosa el rodatge va abastar un total de tretze anys.
La pel·lícula va ser coneguda per primera vegada com a 5-25-77; aleshores el títol es va canviar a '77. El 2012, el títol es va tornar a 5-25-77.
La pel·lícula es va estrenar oficialment el 22 de maig de 2017 al Teatre Genesee de Waukegan, Illinois. El va seguir un recorregut curt per les sales de cinema. El 25 de desembre de 2020, el seu director va anunciar tant al Facebook com al Twitter que 5-25-77 estaria disponible per transmetre, comprar i veure en cinemes selectes el 25 de maig de 2021. Tot i això, encara el 2022 la pel·lícula no s'ha estrenat en cap format.